# أنو 2070
أنو 2070 (بالإنجليزية: Anno 2070)‏ هي لعبة فيديو من نوع إستراتيجية الوقت الحقيقي، صدرت في 17 نوفمبر 2011، وهي متوفرة على أجهزة ويندوز. اللعبة من تطوير يوبي سوفت بلو بايت ومن نشر يوبي سوفت.

## وصلات خارجية
- أنو 2070 على موقع IMDb (الإنجليزية)

- الموقع الرسمي